# Unité urbaine de Montbrison
L'unité urbaine de Montbrison est une agglomération française centrée sur la commune de Montbrison, dans le département de la Loire, en région Auvergne-Rhône-Alpes.

## Données générales
Dans le zonage réalisé par l'Insee en 1999, l'unité urbaine était composée de cinq communes.
Dans le zonage réalisé en 2010, l'unité urbaine était composée de six communes, celle d'Essertines-en-Châtelneuf ayant été ajoutée au périmètre.
Dans le nouveau zonage réalisé en 2020, elle est composée des six mêmes communes.
En 2022, avec 23 889 habitants, elle représente la 4e unité urbaine du département de la Loire, après les unités urbaines de Saint-Étienne (1re rang départemental), Roanne (2e rang départemental) et Saint-Just-Saint-Rambert (3e rang départemental). Elle occupe le 34e rang dans la région Auvergne-Rhône-Alpes.
En 2021, sa densité de population s'élève à 314 hab/km2. Par sa superficie, elle ne représente que 1,58 % du territoire départemental et, par sa population, elle regroupe 3,09 % de la population du département de la Loire.

## Composition 2020 de l'unité urbaine
Elle est composée des six communes suivantes :
| Nom                       | Code Insee | Département | Statut       | Superficie (km2) | Population (dernière pop. légale) | Densité (hab./km2) | Modifier                                    |
| ------------------------- | ---------- | ----------- | ------------ | ---------------- | --------------------------------- | ------------------ | ------------------------------------------- |
| Montbrison (ville-centre) | 42147      | Loire       | ville-centre | 16,33            | 16 098 (2022)                     | 986                | modifier les données · modifier les données |
| Écotay-l'Olme             | 42087      | Loire       | banlieue     | 6,52             | 1 299 (2022)                      | 199                | modifier les données · modifier les données |
| Essertines-en-Châtelneuf  | 42089      | Loire       | banlieue     | 15,20            | 660 (2022)                        | 43                 | modifier les données · modifier les données |
| Lézigneux                 | 42122      | Loire       | banlieue     | 15,04            | 1 747 (2022)                      | 116                | modifier les données · modifier les données |
| Saint-Thomas-la-Garde     | 42290      | Loire       | banlieue     | 3,41             | 596 (2022)                        | 175                | modifier les données · modifier les données |
| Savigneux                 | 42299      | Loire       | banlieue     | 19,19            | 3 489 (2022)                      | 182                | modifier les données · modifier les données |

## Évolution démographique
| 1968   | 1975   | 1982   | 1990   | 1999   | 2010   | 2015   | 2021   |
| ------ | ------ | ------ | ------ | ------ | ------ | ------ | ------ |
| 14 423 | 16 073 | 17 625 | 19 383 | 20 522 | 22 520 | 23 170 | 23 778 |

#### Données générales
- Unité urbaine
- Aire d'attraction d'une ville
- Liste des unités urbaines de France

#### Données démographiques en rapport avec l'unité urbaine de Montbrison
- Aire d'attraction de Montbrison
- Arrondissement de Montbrison

#### Données démographiques en rapport avec la Loire
- Démographie de la Loire